# Rudolph von Gaffron
Rudolph von Gaffron (* 4. März 1821 in Kunern; † 28. Oktober 1901 oder 17. Juni 1903 in Szádecsne, Komitat Trentschin) war ein Offizier der k.u.k. Armee und Rittergutsbesitzer.

## Familie
Rudolph von Gaffron entstammte der schlesischen Uradelsfamilie Gaffron. Sein Vater war der Rittergutsbesitzer Hermann von Gaffron. Sein Bruder war Theodor Freiherr von Gaffron-Kunern, Landrat und wie der Vater Mitglied des Preußischen Herrenhauses.

## Leben
Rudolph von Gaffron studierte an der Universität Bonn und wurde 1841 Mitglied des Corps Borussia Bonn. Nach dem Studium schlug er die Offizierslaufbahn in der k.u.k. Armee ein. Von 1873 bis 1879 befehligte er als Oberst das K.u.k. Husarenregiment „Friedrich Leopold von Preußen“ Nr. 2. Am 1. Mai 1879 wurde er zum Generalmajor befördert und einen Monat später pensioniert. Als Generalmajor a. D. lebte er bis zu seinem Tod auf seinem Rittergut Szádecsne.